# سونيا بارث
سونيا بارث (بالنرويجية البوكمول: Sonja Barth)‏ هي عالمة بيئة نرويجية، ولدت في 21 مايو 1923 في نيسودن في النرويج، وتوفيت في 10 سبتمبر 2016 في Oslo University Hospital, Ullevål ‏ في النرويج.